# Do It Better
Do It Better (englisch für „Mach es besser“) ist ein Lied des deutschen DJs Felix Jaehn, in Zusammenarbeit mit der deutschen Popsängerin Zoe Wees.

## Entstehung und Artwork
Geschrieben wurde Do It Better unter anderem von den beteiligten Interpreten Felix Jaehn und Zoe Wees sowie den Koautoren Daniel Deimann, Louise Lindberg, Moa Pettersson Hammar und Yaroslav Polikarpov sowie dem Produzententeam Junkx (bestehend aus Dennis Bierbrodt, Stefan Dabruck, Jürgen Dohr und Guido Kramer). Die Produktion erfolgte durch die Zusammenarbeit von Jaehn und Junkx. Das Mastering erfolgte durch die Brüder Dirk und Marco Duderstadt. Programmiert wurde das Lied durch die drei Junkx-Mitglieder Bierbrodt, Dohr und Kramer sowie Daniel Deimann. Speziell für den Gesang waren Ricardo Muñoz Repko und Patrick Salmy zuständig.
Auf dem Frontcover der Single ist – neben Künstlernamen und Liedtitel – ein Blumenkranz mit fünf Sonnenblumen zu sehen.

## Veröffentlichung und Promotion
Die Erstveröffentlichung von Do It Better erfolgte als digitale Single zum Download und Streaming am 27. Mai 2022. Sie erschien als Einzeltrack unter dem Musiklabel Virgin Records und wurde durch Universal Music Publishing vertrieben. Verlegt wurde das Lied durch Collaection Edition, Junkx Edition und Ten Songs. Darüber hinaus wirkt Kobalt Music als Subverlag.
Um das Lied zu bewerben, gaben die beiden Musiker erstmals am 21. Mai 2022 ihre Zusammenarbeit via Instagram bekannt.

## Inhalt
Der Liedtext zu Do It Better ist in englischer Sprache verfasst. Der Musiktitel bedeutet ins Deutsche übersetzt so viel wie „Mach es besser“. Die Musik und der Text wurden gemeinsam von Daniel Deimann, Felix Jaehn, Junkx, Louise Lindberg, Moa Pettersson Hammar, Yaroslav Polikarpov und Zoe Wees geschrieben beziehungsweise komponiert. Musikalisch bewegt sich das Lied im Bereich der elektronischen Popmusik, stilistisch im Bereich des House. Das Tempo beträgt 122 Schläge pro Minute. Die Tonart ist cis-Moll. Inhaltlich geht es in dem Lied um Selbstbewusstsein und Unabhängigkeit („’Cause at the end of the day, I’ll do it better.“).
Aufgebaut ist das Lied auf einem Intro, zwei Strophen, einem Refrain und einem Outro. Als Einleitung beginnt es zunächst mit dem Intro, auf das die erste Strophe folgt. Auf die erste Strophe folgt zunächst der sogenannte „Pre-Chorus“, ehe der eigentliche Refrain einsetzt. Der Hauptteil des Refrains besteht lediglich aus der sich wiederholenden Zeile: „’Cause at the end of the day, I’ll do it better“, der Abschlussszeile des Pre-Chorus. Zum Ausklang endet der Refrain mit dem sogenannten „Post-Chorus“, der eine erweiterte Form des Intros darstellt. Der gleiche Vorgang wiederholt sich mit der zweiten Strophe. Nach dem zweiten Refrain endet das Lied mit dem Outro, das lediglich aus dem sich wiederholendem Ausruf „I’ll do it better“ sowie zum Abschluss mit der erneuten Wiederholung der Zeile „’Cause at the end of the day, I’ll do it better“ besteht. Der Hauptgesang des Liedes stammt von Wees, Jaehn wirkt lediglich als Produzent beziehungsweise Studiomusiker an dem Stück mit.
| „I like the feeling that I feel when I’m next to you. But when I’m sleeping by myself, yeah, I see it through. From start to finish, I know I didn’t come to lose. ’Cause at the end of the day, I’ll do it better.“ – Pre-Chorus, Originalauszug | „Ich mag das Gefühl, das ich fühle, wenn ich neben dir bin. Aber wenn ich alleine schlafe, ja, dann wird es mir klar. Von Anfang bis Ende weiß ich, dass ich nicht gekommen bin, um zu verlieren. Denn am Ende des Tages werde ich es besser machen.“ – Refrain, Übersetzung |

## Musikvideo
Das Musikvideo zu Do It Better feierte seine Premiere auf YouTube am 2. Juni 2022. Es zeigt die Geschichte einer Frau (Laura Signoriello), die in Erinnerung an die gemeinsame Zeit mit einer anderen Frau (Nisha Virmani) schwelgt. Das Video lässt sich dabei in drei Abschnitte unterteilen. Zum einen zeigt es Signoriello, die sich an Virmani erinnert beziehungsweise sich alte Filmaufnahmen mit ihr ansieht. Zum anderen zeigt es die beiden gemeinsam tanzen. Darüber hinaus sieht man zwischendrin immer wieder Wees, die das Lied singt. Jaehn selbst tritt nur in einer kurzen Szene als Freund der beiden Frauen auf sowie in der Abschlussszene mit Wees. Die Gesamtlänge des Videos beträgt 2:50 Minuten. Regie führte das Berliner Regie-Duo Sonder, mit der Unterstützung des Regieassistenten Alex Schimpke. Bis Juli 2023 zählte das Musikvideo über 3,3 Millionen Aufrufe bei YouTube.

## Mitwirkende
| Liedproduktion - Dennis Bierbrodt: Keyboard, Komponist, Liedtexter, Musikproduzent, Programmierung, Synthesizer - Stefan Dabruck: Komponist, Liedtexter, Musikproduzent - Daniel Deimann: Komponist, Liedtexter, Programmierung - Jürgen Dohr: Keyboard, Komponist, Liedtexter, Musikproduzent, Programmierung, Synthesizer - Dirk Duderstadt: Mastering - Marco Duderstadt: Mastering - Felix Jaehn: Komponist, Liedtexter, Musikproduzent - Guido Kramer: Keyboard, Komponist, Liedtexter, Musikproduzent, Programmierung, Synthesizer - Louise Lindberg: Komponist, Liedtexter - Moa Pettersson Hammar: Komponist, Liedtexter - Yaroslav Polikarpov: Komponist, Liedtexter - Ricardo Muñoz Repko: Programmierung - Patrick Salmy: Programmierung - Zoe Wees: Gesang, Komponist, Liedtexter Unternehmen - Collaection Edition: Verlag - Junkx Edition: Verlag - Kobalt Music: Subverlag - Ten Songs: Verlag - Universal Music Publishing: Vertrieb - Virgin Records: Musiklabel | Musikvideo (Auswahl) - Marcel Aygün: Schauspieler - Louisa Böttner: Schauspieler - Alex Brinkworth: Beleuchter - Franz Deutschmann: Kameraassistent - Selina Kaiser: Filmproduzent - Konstantin Kann: Steadicam - Karina Kirschner: Filmproduzent - Tony Kopec: Kameramann - Delfina Mayer: Farbkorrektur - Gregor Möllers: Ausführender Produzent - Maxim Rosenbauer: Ausführender Produzent - Alex Schimpke: Regieassistent - Philipp Silbernagl: DIT - Laura Signoriello: Schauspieler - Sonder: Filmeditor, Regisseur - Jens Thurmann: Oberbeleuchter - Fausto Torelli: Szenenbild - Julian Trunke: Visueller Effekt - Tim Vallender: Lichttechniker - Nisha Virmani: Schauspieler - Leonie Waschik: Aufnahmeleitung |

## Rezeption

### Preise
Am 9. Dezember 2022 wurde Do It Better mit der 1 Live Krone in der Kategorie „Bester Dance-Song“ ausgezeichnet. Das Lied setzte sich dabei gegen Brooklyn (Glockenbach feat. ClockClock), Kernkraft 400 (A Better Day) (A7S & Topic), Let It Rain Down (Alle Farben feat. PollyAnna), Samba (Louis III & Younotus) und Sun Will Shine (Robin Schulz & Tom Walker) durch.

### Rezensionen
Der Norddeutsche Rundfunk nannte Do It Better einen „housigen Track“ dem man es anhöre, dass Wees viel Spaß bei der Aufnahme gehabt habe. Die Single habe das Potenzial zum Sommerhit und gehe nach vorne; der Liedtext strotze vor „Empowerment“.
Natalie Driever von 1 Live ist der Meinung, dass das Lied voller „positive[r] Vibes“ und „Selbstbewusstsein“ sei. Die Stimme von Wees bezeichnete sie als „Power-Stimme“ und Jaehns Bassline als „mitreißend“. Mit ihrer ersten gemeinsamen Single würden Jaehn und Wees einen Dance-Pop-Song abliefern, der mit seiner Aussage die beste Voraussetzung für einen selbstbestimmten Sommer schaffte. Es sei eine tanzbare „Hymne für den kommenden Festivalsommer“.

## Kommerzieller Erfolg

### Chartplatzierungen
Do It Better platzierte sich erstmals am 3. Juni 2022 auf Platz 96 in den deutschen Singlecharts und erreichte seine beste Chartnotierung am 19. August 2022 mit Rang 69. Die Single konnte sich insgesamt 15 Wochen in den Top 100 platzieren. Darüber hinaus erreichte Do It Better Platz zwei in den Airplaycharts, wo es sich lediglich Weekend Lover von Nico Santos geschlagen geben musste, Platz 16 in den Dancecharts, Platz 21 in den Downloadcharts sowie Rang 62 in den Streamingcharts. 2022 belegte das Lied Rang 29 der deutschen Airplay-Jahrescharts.
Felix Jeahn erreichte mit Do It Better, inklusive des Charterfolgs mit seinem Musikprojekt Eff, zum 23. Mal die deutschen Singlecharts als Interpret sowie zum 22. Mal als Produzent und zum 20. Mal als Autor. Für Wees ist es in den Funktionen als Autorin und Interpretin je der vierte Single-Charterfolg nach Control, Girls like Us und Love Me Now in Deutschland.
Das Produzentenquartett Junkx platzierte mit Do It Better die 29. Produktion sowie die 26. Autorenbeteiligung in den deutschen Singlecharts. Daniel Deimann erreichte als Autor zum elften Mal die deutschen Charts. Für Moa Pettersson Hammar ist nach Alone, Pt. II (Alan Walker & Ava Max) die zweite Autorenbeteiligung in den deutschen Singlecharts. Louise Lindberg und Yaroslav Polikarpov erreichten erstmals die Singlecharts in Deutschland.
| ChartsChartplatzierungen | Höchstplatzierung | Wochen |
| ------------------------ | ----------------- | ------ |
| Deutschland (GfK)        | 69 (15 Wo.)       | 15     |

### Auszeichnungen für Musikverkäufe
Obwohl es Do It Better nicht in die hiesigen Charts schaffte, erreichte es im Juni 2023 Goldstatus für über 15.000 verkaufte Einheiten in Österreich.
| Land/Region       | Auszeichnungen für Musikverkäufe (Land/Region, Auszeichnung, Verkäufe) | Verkäufe |
| ----------------- | ---------------------------------------------------------------------- | -------- |
| Brasilien (PMB)   | Platin                                                                 | 40.000   |
| Österreich (IFPI) | Gold                                                                   | 15.000   |
| Insgesamt         | 1× Gold · 1× Platin ·                                                  | 55.000   |